# Psectra externa
Psectra externa är en insektsart som först beskrevs av Banks 1909.  Psectra externa ingår i släktet Psectra och familjen florsländor. Inga underarter finns listade i Catalogue of Life.